# Jeff Tremaine
Jeffrey James Tremaine (Durham, 4 september 1966) is een Amerikaans regisseur van film- en televisieproducties.
Hij is, samen met Johnny Knoxville en Spike Jonze, maker van het MTV-programma Jackass. Tremaine regisseerde de films Jackass: The Movie en Jackass Number Two, Jackass 3D en Jackass Forever en later ook de Jackass-"spin-off" Wildboyz. Hij was ook uitvoerend producent van het MTV-programma Rob & Big.
- Bibliothèque nationale de France: cb14623516n (data)
- Gemeinsame Normdatei: 141230592
- International Standard Name Identifier: 0000 0000 4854 303X
- Library of Congress Control Number: no2003071752
- MusicBrainz: 94738d6d-9fed-419d-a6a5-26c63bdc0aca
- Nationale Bibliotheek van Tsjechië: xx0231921
- Nederlandse Thesaurus van Auteursnamen: 250447339
- Virtual International Authority File: 24855418
- WorldCat: E39PBJhXfddPRfmjYTJhyVF7pP